# Комітет Верховної Ради України з питань охорони здоров'я
Комітет Верховної Ради України з питань охорони здоров'я — колишній профільний комітет Верховної Ради України.
Створений 4 грудня 2007 р..

## Сфери відання
Комітет здійснює законопроєктну роботу, готує, попередньо розглядає питання, віднесені до повноважень Верховної Ради України, та виконує контрольні функції у таких сферах відання:
- законодавство про охорону здоров'я, у тому числі про медичну допомогу, лікувальну діяльність, лікарські засоби, фармацію та фармацевтичну діяльність;
- державна політика у сфері боротьби із соціально небезпечними захворюваннями (СНІД, туберкульоз, наркоманія тощо);
- сучасні медичні технології та медична техніка;
- медичне страхування;
- санаторно-курортне оздоровлення;
- охорона материнства та дитинства, репродуктивне здоров'я населення.

## Склад VII скликання[2]
Керівництво:
- Бахтеєва Тетяна Дмитрівна — Голова Комітету
- Ілик Роман Романович — Перший заступник голови Комітету
- Спіріна Ірина Дмитрівна — Перший заступник голови Комітету
- Біловол Олександр Миколайович — Заступник голови Комітету
- Гелевей Олег Іванович — Секретар Комітету
- Ханенко Святослав Михайлович — Голова підкомітету з питань законодавчого забезпечення реформування системи охорони здоров'я, медичної освіти та науки
- Дудка Володимир Володимирович — Голова підкомітету з питань законодавчого забезпечення запровадження обов'язкового медичного страхування
- Пазиняк Василь Степанович — Голова підкомітету з питань законодавчого забезпечення охорони громадського здоров'я, санітарного та епідемічного благополуччя населення
- Шипко Андрій Федорович — Голова підкомітету з питань законодавчого забезпечення розвитку фармації, здійснення фармацевтичної діяльності, виробництва та обігу виробів медичного призначення, розвитку сучасних медичних технологій
- Дейч Борис Давидович — Голова підкомітету з питань законодавчого забезпечення санаторно-курортної діяльності, оздоровлення та відпочинку
- Іонова Марія Миколаївна — Голова підкомітету з питань законодавчого забезпечення охорони материнства та дитинства, репродуктивного здоров'я
- Донець Тетяна Анатоліївна — Голова підкомітету з питань законодавчого забезпечення протидії ВІЛ-інфекції/СНІДу, туберкульозу, іншим соціально небезпечним захворюванням та з питань контролю за забезпеченням лікарськими засобами і медичними виробами, які закуповуються за державні кошти
- Поляченко Юрій Володимирович — Голова підкомітету з питань законодавчого забезпечення медичної діяльності, захисту прав пацієнтів і професійної відповідальності медичних працівників[3].

## Склад VIII скликання[4]
Керівництво:
- голова Комітету — Богомолець Ольга Вадимівна
- перший заступник голови Комітету — Корчинська Оксана Анатоліївна
- заступник голови Комітету — Донець Тетяна Анатоліївна
- заступник голови Комітету — Мусій Олег Степанович
- заступник голови Комітету — Сисоєнко Ірина Володимирівна
- секретар Комітету — Колганова Олена Валеріївна

Члени:
- Бахтеєва Тетяна Дмитрівна
- Біловол Олександр Миколайович
- Кириченко Олексій Миколайович
- Шипко Андрій Федорович
- Шурма Ігор Михайлович
- Яриніч Костянтин Володимирович[5].